# Кергелен, Ив-Жозеф Тремарек
Ив-Жозе́ф Тремаре́к Кергеле́н (также — Керглен, фр. Yves Joseph de Kerguelen de Trémarec; 13 февраля 1734, Бретань — 3 марта 1797, Париж) — французский мореплаватель.

## Биография
В 1771 году встал во главе экспедиции, открывшей 13 февраля 1772 года острова Кергеленовой Земли (ныне — архипелаг Кергелен). После 2-й экспедиции, предпринятой Кергеленом в 1773 году, он был обвинён в том, что часть своего экипажа намеренно оставил на негостеприимном острове, и был арестован, несмотря на предъявление им доказательств, что эта часть экипажа была спасена. Позже он предпринял ещё ряд путешествий по морю со своими сыновьями. 
Во время войны за освобождение Соединённых Штатов Кергелен вооружил каперский корабль и в короткое время захватил 7 английских судов. Вскоре за тем Кергелен был захвачен и арестован англичанами во время кругосветного путешествия с научной целью на 10-пушечном корвете Liber-Navigator, несмотря на полученный от Британского адмиралтейства паспорт на свободное плавание. 
Во время революции Кергелена назначили директором департамента министерства и произвели в контр-адмиралы. В 1794 году уволен в отставку. 
Кроме ряда морских карт, Кергелен издал: «Relation d’un voyage dans la mer du nord» (П., 1771); «Relation de deux voyages dans les mers Australes et les Indes» (П., 1782); «Relation des combats et des événements de la guerre maritime de 1778 entre la France et l’Angleterre» (П., 1796).